# الكسندر روسو (لاعب كرة قدم)
الكسندر روسو (بالإسبانية: Alexander Rosso)‏ هو لاعب كرة قدم أوروغواياني في مركز الهجوم، ولد في 27 فبراير 1993 في مونتفيدو في الأوروغواي. لعب مع ريفر بليت.

## وصلات خارجية
- الكسندر روسو (لاعب كرة قدم) على موقع قاعدة بيانات كرة القدم.إي يو (الإنجليزية)
- الكسندر روسو (لاعب كرة قدم) على موقع Soccerway.com (الإنجليزية)